# Sierakowice (województwo śląskie)
Sierakowice (dodatkowa nazwa w j. niem. Schierakowitz; dawn. Gross Schierakowitz, Graummannsdorf) – wieś sołecka położona w województwie śląskim, w powiecie gliwickim, w gminie Sośnicowice.
W latach 1975–1998 miejscowość administracyjnie należała do województwa katowickiego.

## Integralne części wsi
| SIMC    | Nazwa         | Rodzaj    |
| ------- | ------------- | --------- |
| 0221907 | Gajówka       | część wsi |
| 0221913 | Sierakowiczki | część wsi |

## Nazwa
Nazwa należy do grupy nazw patronomicznych i pochodzi od imienia założyciela miejscowości Sieraka. Niemiecki językoznawca amator Heinrich Adamy w swoim dziele o nazwach miejscowości na Śląsku wydanym w 1888 roku we Wrocławiu jako najstarszą zanotowaną nazwę miejscowości wymienia Sierakowice podając jej znaczenie "Dorf des Sierak" czyli po polsku "Wieś Sieraka".
W 1295 w kronice łacińskiej Liber fundationis episcopatus Vratislaviensis (pol. Księga uposażeń biskupstwa wrocławskiego) miejscowość wymieniona jest jako Syracowitz polonicum.

## Informacje ogólne
Liczące około 1300 mieszkańców Sierakowice są pod względem wielkości drugą po Sośnicowicach miejscowością w gminie. Drugą lokatę zajmuje też sołectwo Sierakowice pod względem powierzchni, która stanowi 21% obszaru gminy. Areał lasów wynosi 1600 ha i jako dominujący w strukturze gruntów sołectwa zajmuje aż 67% jego powierzchni. Grunty rolne z przewagą IV, rzadkiej V i III klasy bonitacyjnej zajmują 29% obszarów sołectwa. Tylko 4% czyli około 100 ha terenu jest zainwestowanych i urządzonych, co obejmuje także zabudowę gospodarczą związaną z produkcją rolniczą i handlową oraz drogi i ulice.

## Zabytki
- Kościół pw. św. Katarzyny Aleksandryjskiej – Kościół filialny z 1675 roku.
- bramka wejściowa przy kościele pw. św. Katarzyny Aleksandryjskiej[9]
- Kapliczka św. Jana Nepomucena – kapliczka znajduje się w pobliżu kościoła.
- Dworski dom mieszkalny
- Fragment historycznego układu ruralistycznego
- Obszar doliny potoku Sośnicowickiego

## Edukacja
Przedszkola:
- Przedszkole w Sierakowicach

Szkoły podstawowe:
- Szkoła podstawowa w Sierakowicach

## Turystyka
Przez wieś przebiegają szlaki turystyczne:
- - Szlak Powstańców Śląskich
- - Szlak Okrężny Wokół Gliwic
- - Szlak Stulecia Turystyki